# Gerhard Zukriegel
Gerhard Zukriegel (* 25. Mai 1928 in Wien; † 26. Dezember 2015) war ein österreichischer Jurist und Organist, der 42 Jahre lang als Domorganist am Salzburger Dom tätig war.

## Leben
Zukriegel legte seine Matura 1946 am Piaristengymnasium in Wien ab. Anschließend absolvierte er eine musikalische Ausbildung mit Auszeichnung im Konzertfach Orgel bei Karl Walter an der Universität für Musik und darstellende Kunst Wien in Wien und studierte Musiktheorie bei Joseph Marx und Alfred Uhl. 1951 wurde er zum Doktor der Rechtswissenschaften promoviert. 1952 übersiedelte Zukriegel nach Salzburg. Dort war er von 1958 bis 1997 als Rechtsanwalt tätig und daneben seit 1963 Nachfolger von Franz Sauer Domorganist im Salzburger Dom. Davor war er in den Pfarren Maxglan und St. Andrä als Organist tätig. In Zukriegels Zeit als Domorganist fiel der Neubau der Orgeln des Salzburger Domes. Er hatte dieses Amt bis August 2005 inne und wurde von Heribert Metzger abgelöst. In seiner Funktion als Domorganist organisierte er die Orgelmatinéen im Dom.
Er war daneben international auf Konzertreisen. Gerhard Zuckriegel war der erste Preisträger des Paul-Hofhaimer-Orgelwettbewerbs im Jahr 1959 in Radstadt und Mitglied des Ensembles Wolfgang von Karajans.
Als Vorsitzender der Diözesanen Orgelkommission beriet er an die 50 Gemeinden in Salzburg und Tirol bei der Anschaffung einer neuen Kirchenorgel.
Gerhard Zukriegel starb am 26. Dezember 2015 im Alter von 87 Jahren. Am 23. Januar 2016 fand ein Gedenkgottesdienst für ihn im Salzburger Dom statt.

## Auszeichnungen
- Österreichisches Ehrenkreuz für Wissenschaft und Kunst
- Silbernes Ehrenzeichen des Landes Salzburg
- Rupert- und Virgilorden